# Mistrzostwa Polski w Badmintonie 1967
4. Mistrzostwa Polski w badmintonie odbyły się w dniach 30-31 października 1967 roku w Warszawie.

## Medaliści
| Konkurencja:            | Złoto:                                                   | Srebro:                                                    | Brąz:                                                                                               |
| gra pojedyncza kobiet   | Barbara Rojewska (Olsztyn)                               | Halina Mozolewska (Białystok)                              | Teresa Masłowska (Warszawa) Jadwiga Ferenstein (Łódź)                                               |
| gra pojedyncza mężczyzn | Wiesław Świątczak (Łódź)                                 | Krzysztof Englander (Wrocław)                              | Leszek Nowakowski (Warszawa) Lech Woźny (Poznań)                                                    |
| gra podwójna kobiet     |                                                          |                                                            | |
| gra podwójna mężczyzn   | Andrzej Domagała (Wrocław) Krzysztof Englander (Wrocław) | Andrzej Dyżakowski (Warszawa) Leszek Nowakowski (Warszawa) | Jerzy Przybylski (Poznań) Lech Woźny (Poznań) Andrzej Skowroński (Łódź) Wiesław Świątczak (Łódź)    |
| gra mieszana            | Krzysztof Englander (Wrocław) Bożena Basińska (Wrocław)  | Lesław Markowicz (Olsztyn) Barbara Rojewska (Olsztyn)      | Wiesław Świątczak (Łódź) Jadwiga Ferenstein (Łódź) Lech Woźny (Poznań) Kinga Bednarkiewicz (Poznań) |